# Victor Bârlea
Victor Bârlea (n. 18 ianuarie 1882, Vărădia, județul Caraș-Severin – d. 28 februarie 1959) a fost un deputat în Marea Adunare Națională de la Alba Iulia, organismul legislativ reprezentativ al „tuturor românilor din Transilvania, Banat și Țara Ungurească”, cel care a adoptat hotărârea privind Unirea Transilvaniei cu România, la 1 decembrie 1918.:p. 77

## Biografie
Victor Bârlea a absolvit Faculatea de Teologie și de Filosofie la Colegiul orășenesc din Roma. A fost profesor la Liceul de Stat din Lugoj și prefect de studii și profesor de filosofie și teologie la Seminarul diecezan. În anul 1919 a fost numit comisar al liceelor de stat românești din Caransebeș și Lugoj, contribuind la reorganizarea lor. În anul 1924, a fost membru activ al Societății Regale Române de Geografie. A fost membru al Astrei și a sprijinit activitatea acesteia. A activat ca profesor, publicist, poet și a scris lucrări cu conținut cultural-filosofic.

## Recunoașteri
Ca recunoaștere a muncii depuse, a fost numit asesor consistorial, în anul 1920. A fost decorat în anul 1933 cu Vulturul României, pentru merite deosebite, iar în anul 1923 a fost decorat cu Coroana României, pentru întreaga sa activitate profesională.

## Activitatea politică

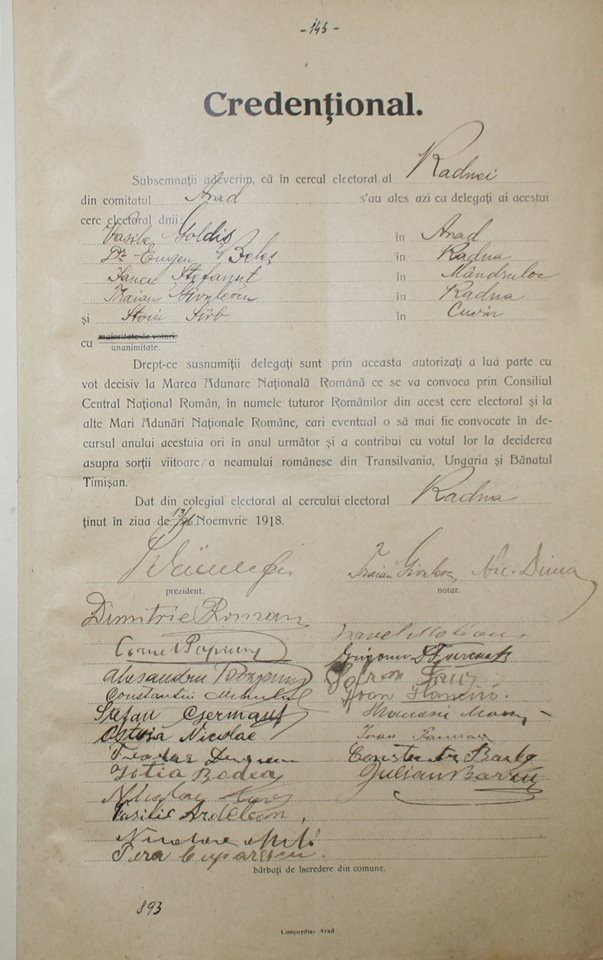
Credențional

A fost ales delegat al Institutului greco-catolic de fete din Lugoj pentru Comitatul Caraș-Severin la Marea Adunare Națională de la Alba-Iulia, unde a votat unirea Ardealului cu România, la 1 decembrie 1918.